# Glaciar de piedemonte
Un glaciar de piedemonte es un glaciar que se forma cuando uno o más glaciares de valle abandonan una zona montañosa y se desparrama por una tierra baja cercana. Son lóbulos de hielo en zonas donde un glaciar ha abandonado un valle y se extiende a una llanura adyacente
Un ejemplo de glaciar de piedemonte es el glaciar Malaspina en Alaska, Estados Unidos.
- Datos: Q8964178